# Isohabrocythere
Isohabrocythere is een geslacht van uitgestorven kreeftachtigen uit de klasse van de Ostracoda (mosselkreeftjes).

## Soorten
- Isohabrocythere langi Carbonnel, Alzouma & Dikouma, 1990 †
- Isohabrocythere teiskotensis Apostolescu, 1961 †